# شولامیت آلونی
شولامیت آلونی (عبری: שולמית אלוני‎؛ ‏انگلیسی: Shulamit Aloni؛ ‏ ۲۷ دسامبر ۱۹۲۷ – ۲۴ ژانویهٔ ۲۰۱۴) سیاستمدار اهل اسرائیل بود. او بنیان‌گذار حزب راتس در اسرائیل بود و از سال ۱۹۸۸ تا ۱۹۹۰ رهبر حزب میرتس، رهبر اپوزیسیون و همچنین از سال ۱۹۹۲ تا ۱۹۹۳ وزیر آموزش و پرورش اسرائیل بود. او در سال ۲۰۰۰ بابت خدمات سیاسی-اجتماعی‌اش جایزه اسرائیل را از آن خود کرد.

## زندگی‌نامه

### اوایل زندگی
شولامیت آدلر در جمهوری دوم لهستان به دنیا آمد. مادرش خیاط و پدرش نجار بودند که هر دو از خانواده‌های خاخام‌های لهستانی بودند. خانواده در کودکی به فلسطین تحت قیمومت بریتانیا مهاجرت کردند و آلونی در تل‌آویو بزرگ شد. او در طول جنگ جهانی دوم در حالی که والدینش در نیروی زمینی بریتانیا خدمت می‌کردند، به مدرسه شبانه‌روزی فرستاده شد. او در جوانی عضو جنبش جوانان سوسیالیست هاشومر هتزائیر و پالماخ بود. در طول جنگ ۱۹۴۸ اعراب و اسرائیل، او در مبارزات نظامی برای شهر قدیم اورشلیم شرکت داشت و توسط نیروهای اردن دستگیر شد. پس از تأسیس دولت اسرائیل، او با کودکان پناهنده کار کرد و به تأسیس مدرسه‌ای برای کودکان مهاجر همت گماشت. او در حین تحصیل در رشته حقوق در مدرسه‌ای هم تدریس می‌کرد. پس از ازدواج در سال ۱۹۵۲ با روون آلونی، بنیان‌گذار اداره اراضی اسرائیل، او به کفر شمریاهو نقل مکان کرد.
آلونی در سال ۱۹۵۹ به ماپای پیوست. او همچنین به عنوان وکیل فعالیت می‌کرد، یک برنامه رادیویی به نام پس از ساعات کاری را میزبانی می‌کرد که به مردم عادی اسرائیل مشاوره حقوقی می‌داد و ستون‌هایی برای روزنامه یدیعوت اخرونوت و هفته نامه لائیشا می‌نوشت.

### زندگی سیاسی

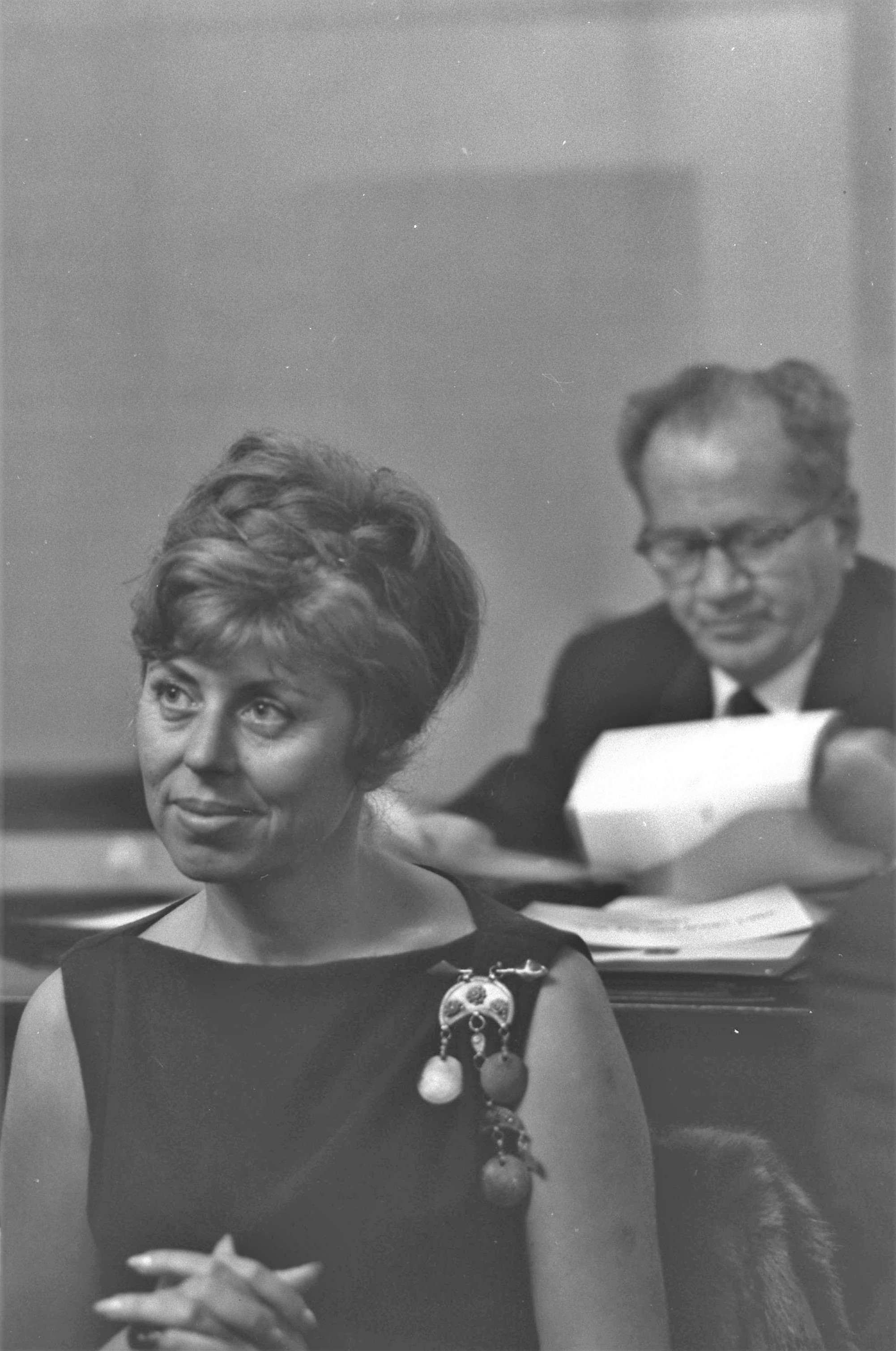
آلونی در کْنِسِت در سال ۱۹۶۵.

آلونی در سال ۱۹۶۵ در فهرست حزب همسویی و اتحاد، ائتلافی از «ماپایی» و «احدوت هعفودا»، به کْنِسِت پیوست و متعاقباً شورای مصرف‌کنندگان اسرائیل را تأسیس کرد که به مدت چهار سال ریاست آن را بر عهده داشت. او در سال ۱۹۷۳ از حزب همسویی و اتحاد خارج شد و جنبش حقوق شهروندی را تأسیس کرد که به «راتس» معروف شد. این حزب از اصلاحات انتخاباتی، جدایی دین از دولت و حقوق بشر حمایت می‌کرد و در انتخابات ۱۹۷۳ کْنِسِت سه کرسی به دست آورد. راتس در ابتدا با آلونی به عنوان وزیر وزیر سیار به دولت تحت رهبری حزب همسویی و اتحاد پیوست، اما آلونی در اعتراض به انتصاب اسحاق رافائل به عنوان وزیر ادیان، بلافاصله استعفا داد. «راتس» برای مدت کوتاهی با پیوستن نمایندهٔ مستقل آریه الیاف به جنبش حقوق مدنی یعاد مبدل شد، اما بلافاصله پس از آن به وضعیت سابق خود بازگشت.
آلونی در طول دهه ۱۹۷۰ تلاش کرد تا گفت و گوی مداوم با فلسطینیان را به امید دستیابی به یک راه حل صلح پایدار آغاز کند. در طول جنگ ۱۹۸۲ لبنان، او مرکز بین‌المللی صلح در خاورمیانه را تأسیس کرد. در آستانه انتخابات ۱۹۸۴، راتس با صلح اکنون و «اردوگاه چپ اسرائیل» (معروف به شِلی) متحد شد تا تعداد نمایندگان خود را در کْنِسِت به ۵ کرسی افزایش دهد. در سال ۱۹۹۲، او راتس را به اتحاد با شینویی و ماپام هدایت کرد تا حزب جدید میرتس را تشکیل دهد که تحت رهبری او در انتخابات آن سال ۱۲ کرسی به دست آورد. آلونی در زمان اسحاق رابین وزیر آموزش و پرورش شد اما پس از یک سال به دلیل اظهارات صریح خود در مورد مسائل مذهبی مجبور به استعفا گردید. او همچنین به عنوان وزیر آموزش و پرورش، از تورهای سازمان‌دهی شده دانش‌آموزان دبیرستانی اسرائیلی به اردوگاه‌های کار اجباری هولوکاست انتقاد کرد، به این دلیل که چنین بازدیدهایی جوانان اسرائیلی را به بیگانه‌هراسی‌های متجاوز و ملی‌گرا تبدیل می‌کند و مدعی شد که دانش‌آموزان «با پرچم‌های افراشته راهپیمایی می‌کنند، گویی برای فتح لهستان آمده‌اند». او کمی بعد مجدداً به عنوان وزیر ارتباطات و علوم و فرهنگ منصوب شد.
پس از امضای توافق‌نامهٔ اسلو در سال ۱۹۹۳، آلونی احساسات خود را چنین ابراز کرد که این توافق‌ها نقطه عطف مثبتی در مقیاس تاریخی هستند: «احساس می‌کنم در ۲۹ نوامبر [تاریخ طرح سازمان ملل برای تقسیم فلسطین] هستیم؛ ما آن زمان نمی‌دانستیم به سمت چه چیزی می‌رویم، اما می‌دانستیم که به سوی روزهای بزرگ پیش می‌رویم.»
پس از قتل‌عام ۲۹ مسلمان در الخلیل در شهر الخلیل کرانه باختری در ۲۵ فوریه ۱۹۹۴، که توسط باروخ گلدشتاین انجام شد، آلونی خواستار اخراج مهاجران یهودی از شهرک‌های اسرائیلی الخلیل شد.
پس از انتخابات کْنِسِت در سال ۱۹۹۶، که در آن حزب مرتس سه کرسی خود را از دست داد، آلونی از رهبری مرتس کنار گذاشته شد و یوسی سرید به عنوان جانشین او به عنوان رهبر حزب انتخاب شد. او متعاقباً خود را از سیاست بازنشسته کرد.

## سال‌های آتی زندگی
در مصاحبه‌ای در سال ۲۰۰۲ در برنامهٔ دموکراسی نو!، ایمی گودمن روزنامه‌نگار آمریکایی از آلونی پرسید: «اغلب وقتی در ایالات متحده آمریکا مخالفتی علیه سیاست‌های دولت اسرائیل ابراز می‌شود، مردم اینجا یهودی‌ستیز خوانده می‌شوند. پاسخ شما به آن چیست؟» آلونی در پاسخ گفت: «این ترفندی است که ما [اسرائیلی‌ها] استفاده می‌کنیم. وقتی کسی در اروپا از اسرائیل انتقاد می‌کند، پس ما هولوکاست را پیش می‌کشیم. وقتی در این کشور [ایالات متحده آمریکا] مردم از اسرائیل انتقاد می‌کنند، پس حتماً یهودی‌ستیز هستند… برخی نگرش اسرائیلی‌ها این است که ˈاسرائیل، کشور من است؛ چه درست چه اشتباهˈو آنها آماده نیستند انتقاد بشنوند.»
آلونی یکی از اعضای هیئت مدیره سازمان «ییش دین» بود، سازمانی که در سال ۲۰۰۵ تأسیس شد و بر حقوق بشر در سرزمین‌های اشغالی فلسطین تمرکز دارد.

## زندگی شخصی
شولامیت آلونی با همسرش، روون آلونی، سه پسر داشت:
- درر آلونی – شهردار کفر شمریاهو و مدیر ژیمناسیوم عبری هرتزلیا
- نمرود آلونی – فیلسوف تعلیم و تربیت
- اودی آلونی - کارگردان، نویسنده و هنرمند

همسرش «روون آلونی» در سال ۱۹۸۸ درگذشت. شولامیت آلونی خداناباور بود.

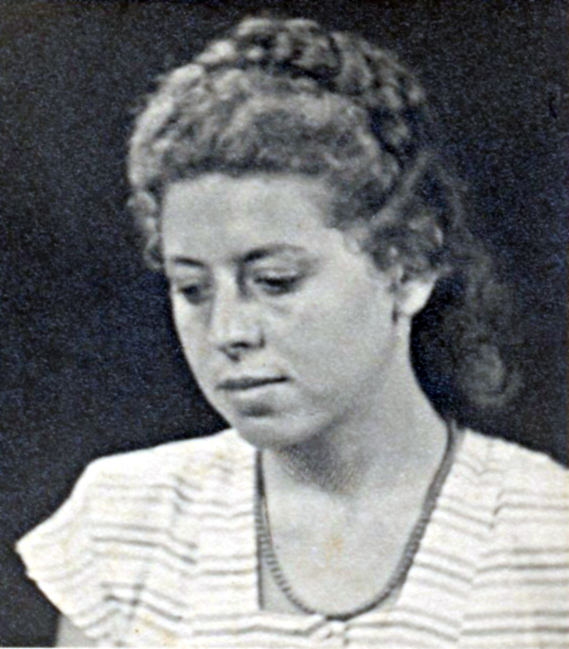
شولامیت جوان در دههٔ ۱۹۴۰.
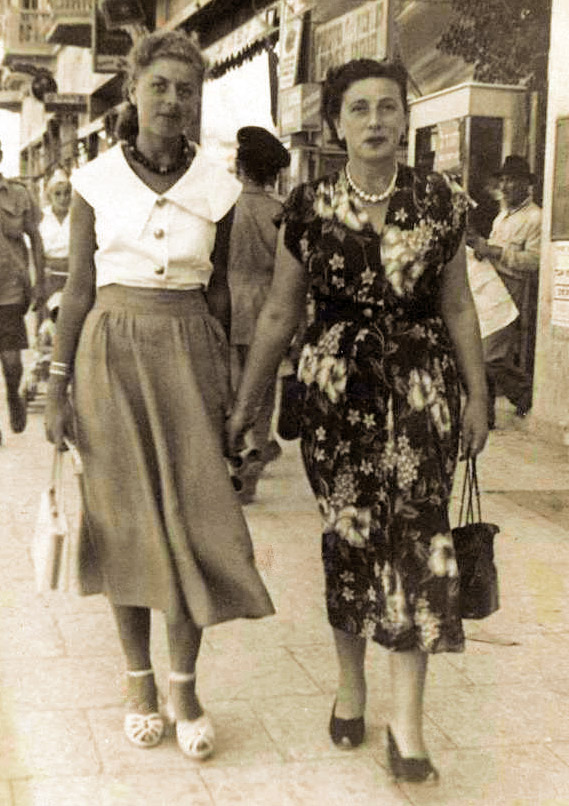
شولامیت آلونی جوان در کنار مادرش.
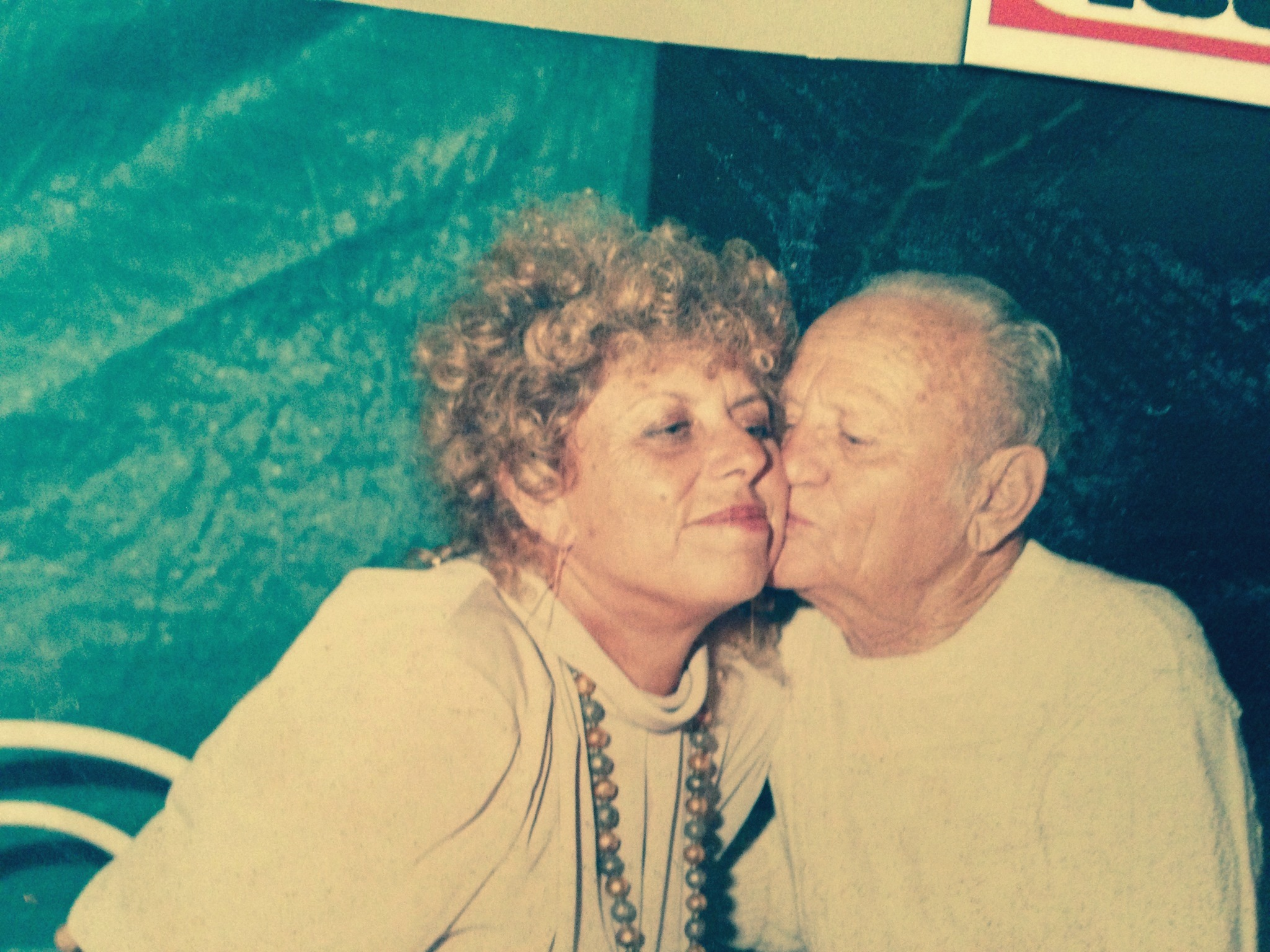
شولامیت و روون آلونی در دهه ۱۹۸۰.
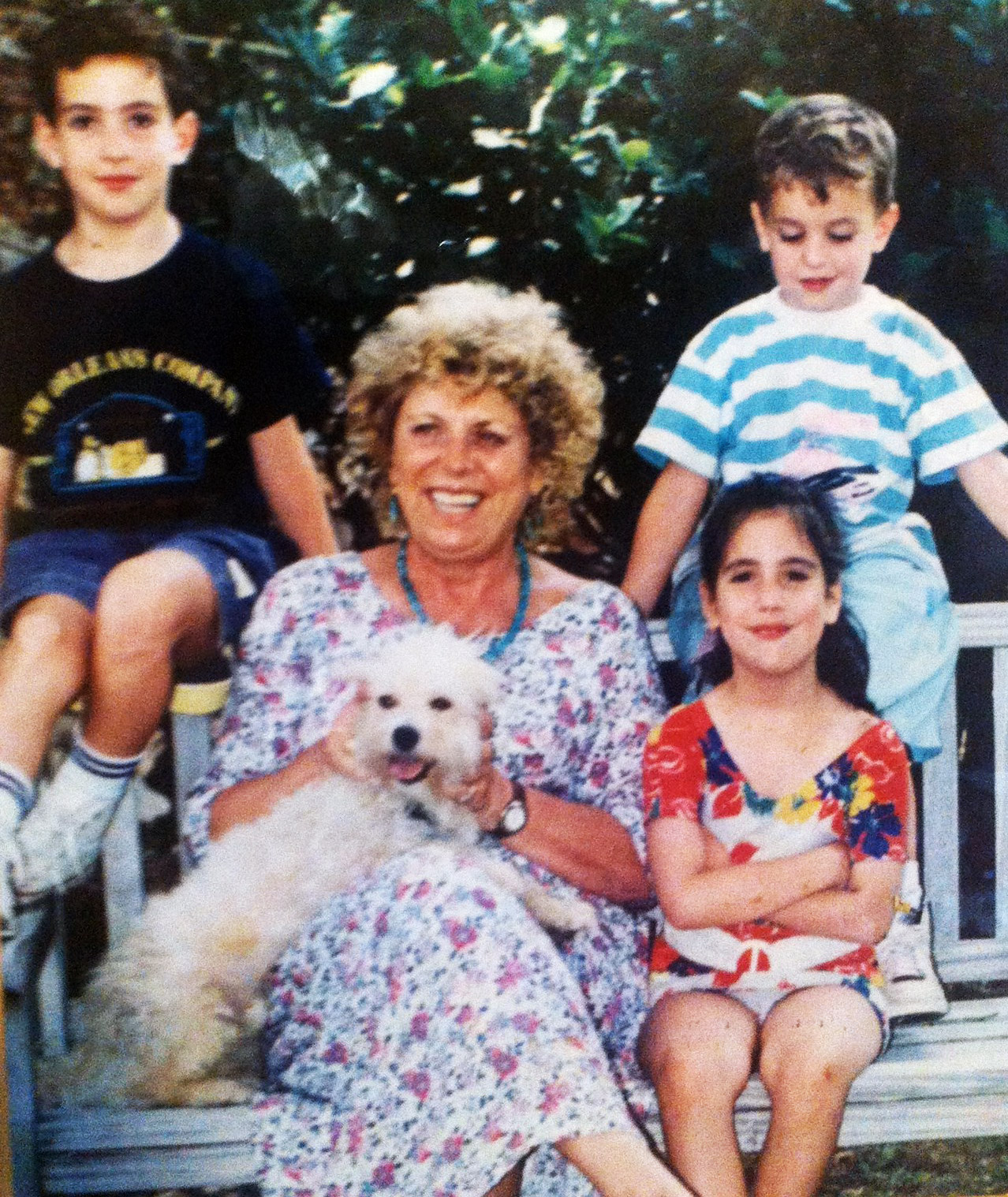
آلونی با نوه‌ها در دهه ۲۰۰۰.

## جایزهٔ شولامیت آلونی
در سال ۲۰۱۸، جایزه شولامیت آلونی بنیان نهاده شد. این جایزه توسط بنیاد شولامیت آلونی، یک سازمان غیرانتفاعی که توسط گروهی از اعضای خانواده آلونی و متخصصان برجسته رسانه و فرهنگی برای این منظور ایجاد شده است، اعطا می‌شود. این جایزه که دارای یک بخش نقدی است هر سال در تئاتر یافا (معروف به تئاتر عبری-عربی) به سازندگان آثار فرهنگی (تئاتر، فیلم، شعر و نثر) به دو زبان عبری و عربی که آثارشان به ترویج حقوق بشر کمک کند، اعطا می‌شود. نخستین دریافت‌کنندگان این جایزه در اولین دورهٔ آن، شامل رعنا ابوفریحه (جایزه فرهنگ عربی)، رناتا راز (جایزه فرهنگ عبری) و سامی میخائیل (جایزه یک عمر دستاورد) بودند. دریافت‌کنندگان جایزه دیگر عبارتند از آیات ابو شمیس برای فرهنگ عربی، و آخی‌نوعم نینی برای یک عمر دستاورد.

## جوایز و افتخارها
- ۱۹۹۴ - دکترای افتخاری در علوم انسانی از کالج اتحادیه عبری
- ۱۹۹۴ - دکترای افتخاری حقوق از دانشگاه کنکوک
- ۱۹۹۸ - جایزه ویژه یک عمر دستاورد در حقوق بشر امیل گرونزوایگ از انجمن حقوق مدنی در اسرائیل[۲۰]
- ۱۹۹۹ - دکترای افتخاری فلسفه از مؤسسه علوم وایزمن
- ۲۰۰۰ - جایزه اسرائیل بابت یک عمر دستاوردها و کمک ویژه به جامعه و دولت اسرائیل[۲۱][۲۲]